# 埃弗利 (愛荷華州)
埃弗利（英語：Everly）是一個位於美國愛荷華州克萊縣的城市。

## 地理
埃弗利的座標為43°09′35″N 95°19′31″W / 43.15972°N 95.32528°W，而該地的平均海拔高度為415米（即1362英尺）。

## 人口
根據2010年美國人口普查的數據，埃弗利的面積為2.87平方千米，當中陸地面積為2.82平方千米，而水域面積為0.05平方千米。當地共有人口603人，而人口密度為每平方千米210人。